# Hong Kong nos Jogos Olímpicos de Verão de 2000
Hong Kong participou dos Jogos Olímpicos de Verão de 2000 em Sydney, Austrália.